# Nissan Gazelle

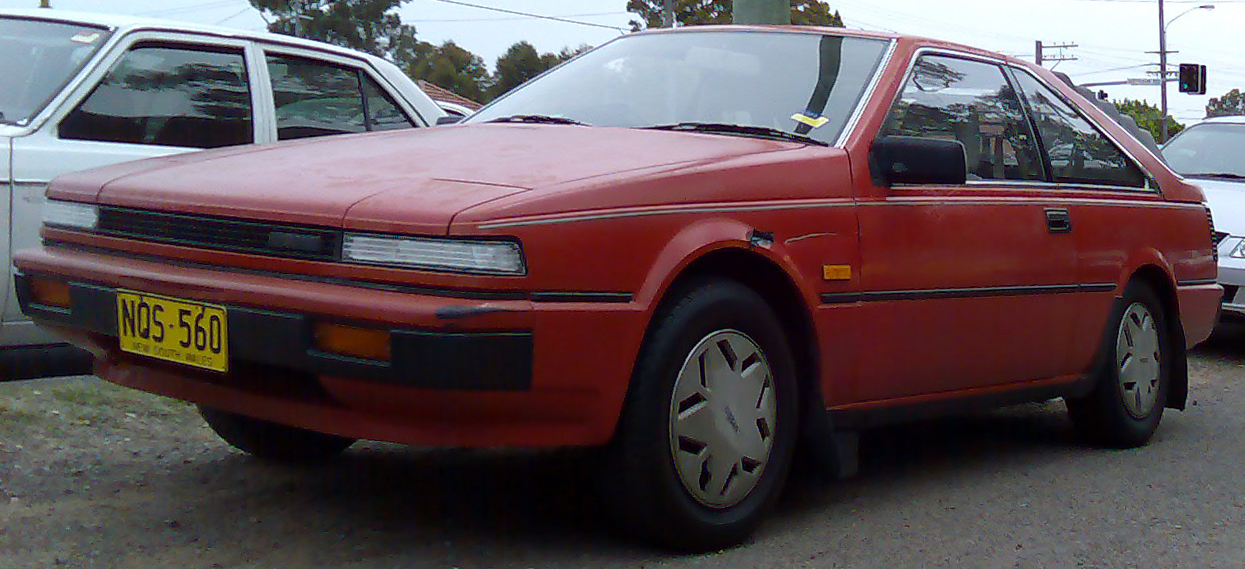
Nissan Gazelle GL (1984–1989)

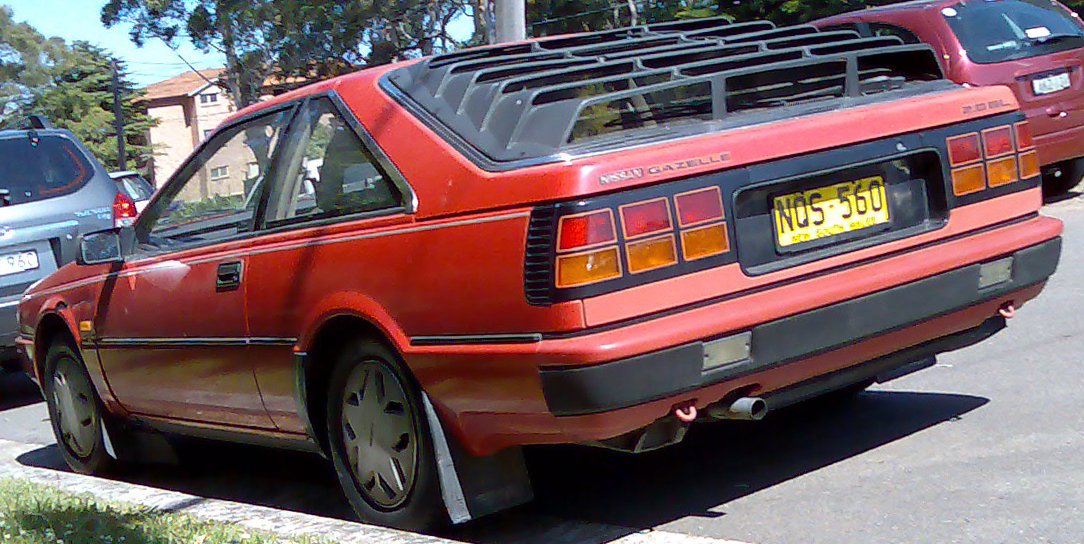
Heckansicht

Der Nissan Gazelle ist ein kleines dreitüriges Kombicoupé, das Nissan, basierend auf der S-Plattform, nur für den japanischen und australischen Markt herstellte. Der Gazelle ist das Schwestermodell des Nissan Silvia. Es wurde aufgelegt, damit die verschiedenen Händlernetzwerke von Nissan in Japan alle den Silvia anbieten konnten. Zwischen den beiden Modellreihen gibt es nur kosmetische Unterschiede. Sowohl der Silvia S110 als auch der Silvia S12 besitzen ein Gegenstück in der Gazelle-Modellreihe.
In Japan war der Silvia S12 von Herbst 1983 bis Mitte 1989 als Kombicoupé nur in der Basisversion erhältlich, während der Gazelle S12, den es dort nur als Kombicoupé gab, als Basismodell, RS und RS-X (wie die Silvia-Limousine) bestellt werden konnte.
In Australien wurden Kombicoupé und Limousine des S12 nur als Gazelle verkauft (den Silvia gab es dort gar nicht) und waren in den Ausstattungen GL und GLX erhältlich.
Als im Herbst 1989 der Nissan Silvia der Baureihe S13 eingeführt wurde, verschwand in Japan die Modellbezeichnung Gazelle mit dem Nachfolgemodell 180SX. In Australien gab es bis zur Einführung des 200SX 1995 keinen Nachfolger.